# نانسي دريكسل
نانسي دريكسل (بالإنجليزية: Nancy Drexel)‏ هي ممثلة أمريكية، ولدت في 6 أبريل 1910 في نيويورك في الولايات المتحدة، وتوفيت في 19 نوفمبر 1989 في سان جوان كابيسترانو في الولايات المتحدة.

## وصلات خارجية
- نانسي دريكسل على موقع IMDb (الإنجليزية)
- نانسي دريكسل على موقع قاعدة بيانات الفيلم (الإنجليزية)
- نانسي دريكسل على موقع كينوبويسك (الروسية)